# Кобани
Кобани (курд. Kobanî, کۆبانی; арап. عين العرب - Ајн ел Араб) је етнички курдски град на северу Сирије, уз границу са Турском. 

## Становништво
По попису из 2004. године, у граду живи 44.821 становника. 

## Географија
Према гледишту сиријске владе, град је званично део покрајине Алеп, али се од 2012. године налази под контролом сиријских Курда. Почетком 2014. године, град Кобани је проглашен за управно средиште Кантона Кобани, једног од три кантона који чине аутономни Сиријски Курдистан. 

## Историја
У септембру-октобру 2014. године припадници Исламске Државе су заузели већи део Кантона Кобани и опколили сам град Кобани. Због овога је у Турску са подручја града Кобани и Кантона Кобани пребегло око 180.000 курдских избеглица. Уличне борбе за град између Курда и исламиста трајале су све до јануара 2015. када су локални Курди, уз помоћ америчке авијације и бораца ирачких Курда и сиријске опозиције однели победу и ослободили Кобани. Као последица овог сукоба, око 50% града је уништено.